# Station Châteauneuf-sur-Charente
Station Châteauneuf-sur-Charente is een spoorwegstation in de Franse gemeente Châteauneuf-sur-Charente.
Het wordt bediend  door de treinen van de TER Nouvelle-Aquitaine met bestemmingen Angoulême, Saintes, La Rochelle en Royan.